# オール・アット・ワンス (ホイットニー・ヒューストンの曲)
「オール・アット・ワンス」(All At Once)は、ホイットニー・ヒューストンの楽曲。1枚目のスタジオ・アルバム『そよ風の贈りもの』に収録されていた楽曲で、1986年にヨーロッパの一部国や日本でシングルカットされた。
それから10年後の1996年、読売テレビ・日本テレビ系月曜ドラマ『八月のラブソング』の主題歌に起用された事により、再び日本でシングルとして発売され、オリコンの洋楽シングルチャートでは首位を記録した。

## 収録曲

### 1986年盤
1. オール・アット・ワンス　- 5:56
2. グレイテスト・ラヴ・オブ・オール - 6:16

### 1996年盤
1. オール・アット・ワンス　- 4:29
2. モーメント・オブ・トゥルース　- 4:40

## カバー
- 小柳ゆき - シングル「MacArthur Park/All At Once」(2012年)